# Češi a Slováci v Bulharsku

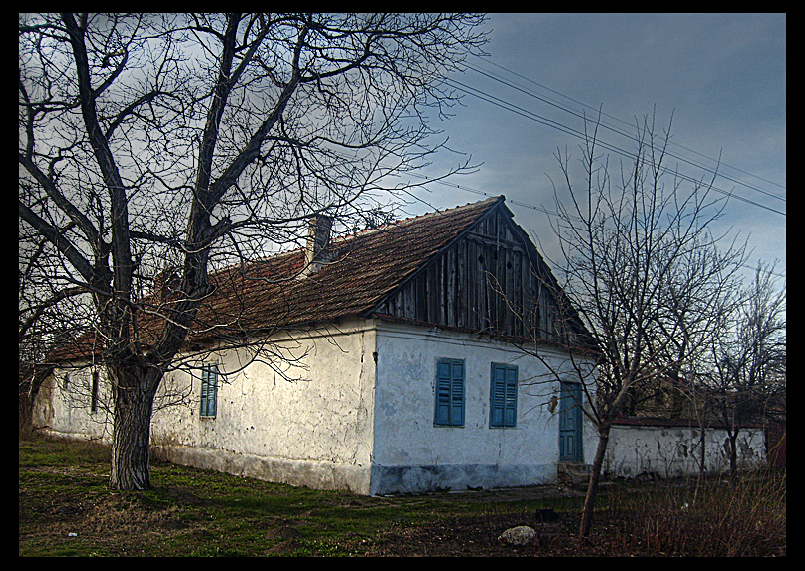
Starý český dům ve vesnici Vojvodovo

Češi (чехи, čechi) a Slováci (словаци, slovaci) tvoří menšinu v Bulharsku. Podle sčítání v roce 2001 žilo v Bulharsku pouze 316 Čechů a počet Slováků byl ještě nižší, v minulosti byl počet Čechů a Slováků žijících v Bulharsku podstatně vyšší.

## Dějiny
Po osvobození Bulharska v roce 1878 se do země přistěhovalo množství Čechů a Slováků z Rakouska-Uherska, aby podpořili kulturní a ekonomický rozvoj. To zahrnovalo intelektuály a podnikatele, jako byl historik Konstantin Josef Jireček (ministr školství v letech 1881–1882), malíři Ivan Mrkvička a Jaroslav Věšín, archeologové Karel Škorpil a Hermann Škorpil, inženýr a podnikatel Jiří Prošek a Proškova rodina (kteří v hlavním v městě Bulharska postavili Lví a Orlí most a založili pivovar Ariana), Václav Dobruský (první ředitel Národního archeologického muzea), sládek Franz Milde, architekti Josef Schnitter (architekt města Plovdiv), Václav Kolář (v literatuře též uváděn jako Antonín Kolář nebo Antonín Václav Kolář, první architekt Sofie) a Lubor Bayer.
Nejvýraznější z venkovských kolonií byla vesnice Vojvodovo, založená českými kolonisty v roce 1900, která měla ve třicátých letech 20. století 800 obyvatel (z toho přes 600 Čechů). Do Podemu přišli Slováci v roce 1884 a roce 1910 jich tu žilo 210; žili v odděleném sousedství v charakteristických slovenských domech a v roce 1934 si postavili evangelický kostel.
Mezi lety 1948 a 1950 přes 2 000 Čechů a Slováků ze Sofie a ostatních lokalit využilo nabídky československé vlády a vrátilo se do Československa. Zůstalo asi jen 5 % jejich původní populace, hlavně ti, kteří měli bulharského manžela či manželku. Protestantští Češi z obce Vojvodovo vytvořili po návratu Farnost Evangelické církve metodistické v Mikulově.

## Známí Češi v Bulharsku
- Antonín Václav Kolář (1841–1900) – architekt a urbanista
- Josef Chochola (1845–1918) – vojenský kapelník a skladatel
- Jiří Prošek (1847–1905) – podnikatel, pivovarník a stavitel
- Josef Šmaha (1848–1915) – herec, režisér, dramatik
- Lubor Bayer (asi 1850–1912) – architekt a urbanista, mj. autor regulačního plánu města Stara Zagora
- Josef Schnitter (1852–1914) – architekt a stavitel
- František Milde (1852–1924) – sládek, pivovarník a podnikatel
- Václav Stříbrný (1853–1933) – botanik, pomolog, pedagog a zahradník
- Jan Brožka (1853–1927) – český historik, lingvista a klasický filolog
- Konstantin Josef Jireček (1854–1918) – politik, diplomat, historik a pedagog, ministr školství Bulharska v letech 1881–1882
- Ivan Mrkvička (1856–1938) – malíř a výtvarný pedagog
- Václav Dobruský (1858–1916) – historik a archeolog, první ředitel Národního archeologického muzea
- Theodor Prošek (1858–1905) – podnikatel, pivovarník a stavitel
- Hermann Škorpil (1858–1923) – archeolog
- Karel Škorpil (1859–1944) – archeolog, objevitel prvního bulharského hlavního města Plisku
- Jaroslav Věšín (1860–1915) – malíř a výtvarný pedagog
- Václav Prošek (1860–1913) – architekt a stavitel
- Karel Macháň (1867–1935) – hudební skladatel, folklorista, spisovatel a pedagog
- Jan Klimeš (1874–po 1912) – revolucionář
- Ivan Václav Cibulka (1880–1943) – hudebník a hudební pedagog, první profesionální violoncellista v Bulharsku
- Josef Pitter (1881–1925) – malíř, grafik, litograf a pedagog
- Ludmila Prokopová (1888–1959) – klavíristka, operní pěvkyně a hudební pedagožka
- Vladimír Sís (spisovatel) (1889–1958) – spisovatel
- Rudolf Vytlačil (1912–1977) – fotbalista